# 聯合航空175號班機恐怖襲擊
聯合航空175號班機是一架從美國麻薩諸塞州的波士頓洛根國際機場飛往洛杉磯國際機場的定期航班。在2001年9月11日，聯合航空一架登記編號N612UA的波音767-222客機，成為九一一恐怖襲擊事件裡遭到劫機的四架飛機之一。該航班是第二架撞向世界貿易中心的飛機，由南向北撞入南塔，較美國航空11號班機遲17分鐘撞入大廈。

## 劫機客
5名劫機者分別為：
- Marwan al-Shehhi（阿拉伯聯合大公國），機師
- Fayez Banihammad（阿拉伯聯合大公國）
- Mohand al-Shehri（沙特阿拉伯）
- Hamza al-Ghamdi（沙特阿拉伯）
- Ahmed al-Ghamdi（沙特阿拉伯）

## 航機

聯合航空175號班機的飞行路径。

聯合航空175號班機原定於東岸時間早上7:59 離開閘口及於8:00起飛，但由於受到早上的例行跑道滑行安排的影響，該航機最終於8:14 才起飛。若該航機能夠依照原定時間起飛，那麼它便極有可能与美國航空11號班機在同一時間被劫機。
飛機是由維克多·薩拉齊尼機長和麥可·霍羅克斯副機長駕駛。上午8點37分08秒，波士頓塔台詢問175號班機能否看到南方10英里外的美國航空11號班機，其後機組人員表示看到其蹤影。由於塔台早已知道11號班機被劫機，他們被告知與其班機維持距離，但沒有告訴機組人員11號班機已被劫機。大約7分鐘後，聯合航空175號班機也被劫機了。

### 劫機
劫機者說他們有炸彈，但是後來證實為沒有。劫機者使用了刀與槌子使機組人員服從他們的命令。
8點41分，飛行員向紐約航管中心回報他們在波士頓航管那聽見可疑的無線電內容。此段內容是美國航空11號班機上的劫機者原本要向乘客廣播，卻誤傳到了航管中心
8點47分，塔台第一次收到飛機已被劫機的訊息。異頻雷達收發機的密碼被更換兩次但未曾關機。這讓航空交通管制中心能持續追蹤飛機和飛行記錄，包括高度記錄。5分鐘內，當飛機已完全變換航道和沒有回應，塔台裡沒有人知道有緊急事件。儘管已通報一位乘客打電話給其母親說他們要去駕駛艙搶回駕駛權，工作人員還是沒有介入。
8點58分，飛機已朝紐約市並開始在紐澤西上空從28,500英尺下降。從al-Shehhi完全轉向紐約（大約在8點58分）到飛機撞機（9點03分）時，飛機持續以急速下降，大約以10,000英尺/分下降。

### 與達美航空2315號班機空中接近
達美航空2315號班機是由康乃狄克州的布拉德利國際機場飛往佛羅里達州坦帕的班机，175號班機在撞上世界貿易中心南塔之前差一點在空中撞上2315號班機。
175號班機與2315號班機相差約200英呎時，一位塔台工作員戴夫·博蒂利亚試著告訴2315號班機的機長進行迴避的動作。
戴夫·博蒂利亚是第一位知道175號班機被劫持的工作員，因為當他告訴飛機該轉彎時，飛機並沒有做任何回應，還加速向2315號班機前進。他當時將175號班機加入劫持表裡。

## 電話通信
飛機上的三名乘客彼得·漢森（Pete Hanson）、布萊恩·史威尼（Brian David Sweeney）和加內特·貝利都撥打過電話，全都由聯合航空175班機上的信用卡付費電話撥出。空中服務員羅伯特·方曼（Robert Fangman）也撥打過電話。
早上8時52分，彼得·漢森給他住在康乃狄克州伊斯頓的父親撥打了電話，他告訴父親飛機被劫持了。漢森當時正與妻子蘇（Sue）及兩歲半的女兒克莉絲汀（Christine）一起外出旅行。漢森說劫機者已經控制了駕駛艙，一名空中服務員已經被刺傷，或許在飛機前段部分已經有人被殺害了。他同時報告說，飛機的飛行非常不規律。
空中乘務員方曼打通了三藩市聯合航空辦事處的電話，並與處員馬克·波利卡斯楚（Marc Policastro）通上話。他報告說飛機被劫持，並說到飛行員都已經被殺害了。他也報告說有一個空中服務員被刺傷，同時劫機者正在駕駛著飛機。該電話通信在1分15秒後便中斷了。
早上8時58分，史威尼嘗試給他的妻子茱莉（Julie）打電話，電話不通，於是他給妻子留了語音留言，告訴她他的那班飛機已經被劫持了。接着，早上9時正，他給他的父母撥打了電話，並與他的母親露易絲（Louise）通了話。史威尼告訴他的母親飛機被劫持的事，還提到了乘客們正在考慮衝進駕駛艙，並奪回飛機的控制權。
彼得·漢森在早上9時給他的父親撥了第二通電話：
「爸，情況越來越糟了。一位空姐被刺傷了。看上去他們有刺刀和釘鎚。他們說他們有炸彈。現在飛機上情況變得非常壞。乘客們在嘔吐和覺得很難受。飛機在顛簸地運動著。我覺得飛行員根本不是在飛行一架飛機。我想我們正在下落。我估計他們企圖要飛芝加哥或者什麼地方去，然後飛向一座建築物。沒事的，爸爸。如果真的是這樣，這一切都會很快的（譯者：指過程短暫，不會有痛苦），我的天啊，我的天啊。」
隨着通話忽然結束，漢森的父親聽到了電話中傳來一聲女子尖叫。
隨後，上午9時01分，在聯航175撞擊前兩分鐘，飛機飛抵曼哈頓的低空區域，紐約行管中心向附近的另外一個負責低空飛行器的空中交通管制機構發出警號。隨着航班逐漸接近世貿中心，空中管制機構甚至能夠監測出航班的撞擊航跡。
他警告到：
管制員：「發現它的時候在九千五百，現在已經是九千了...」
紐約管制中心經理：「你知道他是什麼身份嗎？」
管制員：「我們不清楚他的身份...我們現在正在引導他。」
紐約管制中心：「好吧，繼續夥計，看起來是另一架要闖進來的。」
接著，兩分鐘後，一架攝影機正在拍攝燃燒中的世貿北塔，因而捕捉到了聯合航空175號班機飛臨曼哈頓，一個轉彎，衝撞進南塔的畫面。

## 撞擊

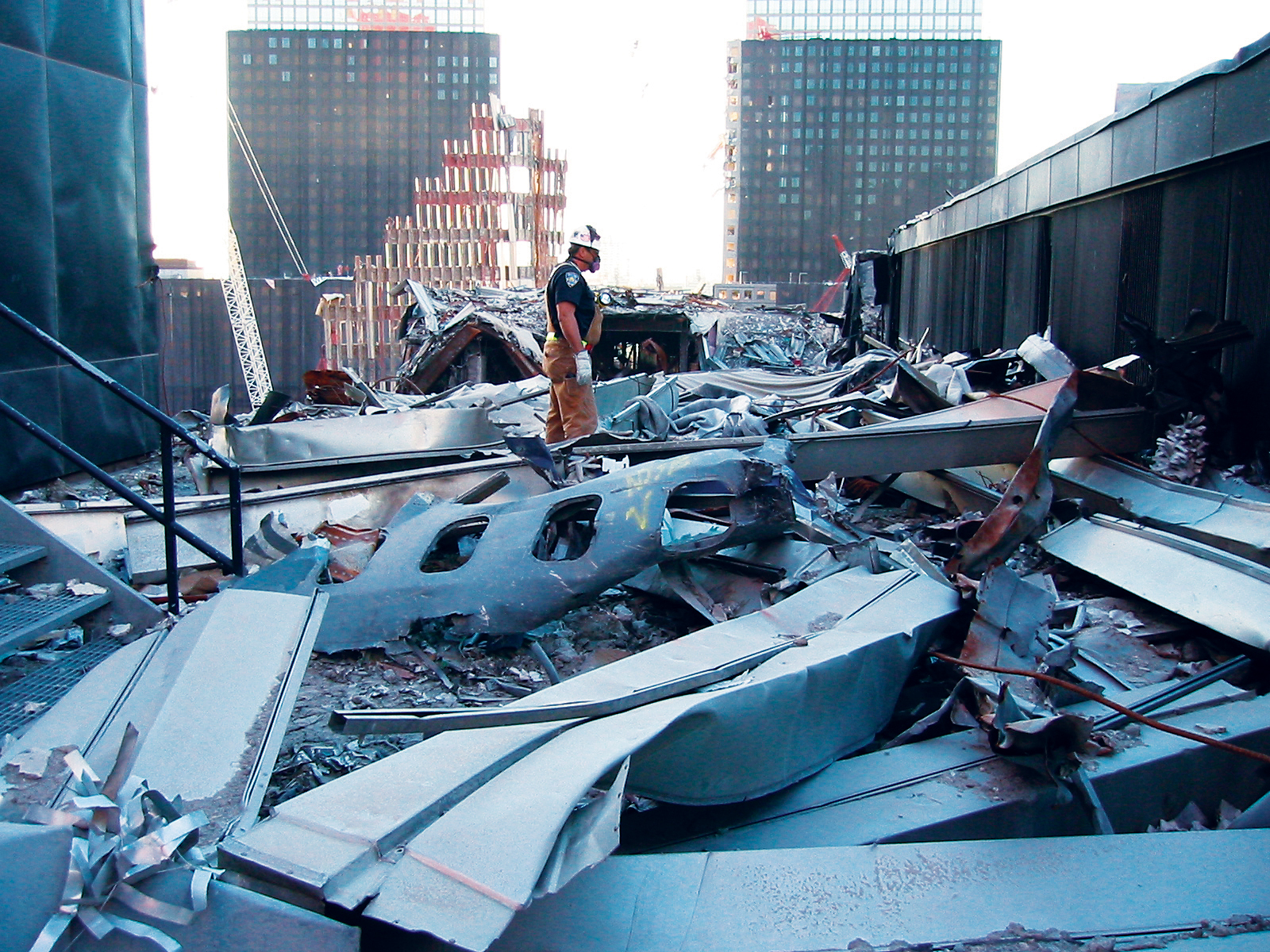
聯航175班機的部分機身，於撞擊世貿二號樓（南塔）後，掉落在世貿五號樓樓頂上

9點03分，175號班機撞上世界貿易中心南塔的南面，飛機當時正以大約時速590英哩（950公里）撞上第78樓（南塔的空中大廳）至84樓 ，機上大約還有10,000加侖的可燃性航空用油。 飛機當時載有65名乘客（包含5名劫機者）和9名機組人員。機上所有人員死亡。逾百人死於爆炸，火災和結構倒塌。大約600人因被困在南塔大樓而死亡。被聯航175班機左翼削過的78樓空中大廳，更由於聚集了許多正在等候電梯的疏散者，而成為死傷最慘重的樓層之一。登樓救災的紐約市消防局第7大隊（FDNY Battalion 7）大隊長奧利奧·帕默一度爬到78樓，他在南塔崩塌而殉職之前，曾以無線電回報該樓層罹難者眾多的慘狀。
根據目擊者的描述與影片連續鏡頭記錄，飛機在最後的運動中似乎要進行一個大側左轉，不然的話飛機看上去就會錯過大樓或者僅僅是機翼撞上大樓。在撞上的一刻，飛機完全左傾，因此，那些坐在飛機左側的人們應該能夠十分清楚地看到他們正在向樓塔飛近，並在飛機撞擊南塔前的最後時刻看到世貿北塔正在燃燒。
超過40個人錄下飛機撞上大樓的影片，包括由直升機上拍下來的畫面。全世界的視野都集中在美航11號航班所撞上的北塔上。這一幕在未來的幾天裡，持續不斷地在各個新聞報導中重覆播放。
一些飛機的殘骸在附近的一些地方尋獲，其中包括在西百老匯（West Broadway）一座建築樓頂和公園廣場發現的起落架，一個引擎在教堂街及莫瑞街路口（Church & Murry）尋獲，有一段飛機機身則落在世貿中心第5座的樓頂。
不像北塔，南塔的三個逃生樓梯中還有一個是完整的。只有18人在大樓倒塌前成功逃離撞擊區域，其中一位倖存者—蓋亞那籍的史丹利·普瑞納斯在81樓的富士銀行工作時，目擊175號班機向他飛來，使他所在的辦公室被撞成一片廢墟。有些在撞擊樓層之上的人往上走向樓頂，希望有直升機可以前來搭救他們。但是往樓頂的門是鎖上的，就算沒鎖，濃煙及高溫也無法讓直升機降落。
9點59分04秒，世貿中心南座倒塌。175號班機撞上後，世貿南座支撐了56分10秒后倒塌。
詳見：世贸大楼倒塌